# دنی فرناندز (بازیکن فوتبال، زاده ۱۹۹۷)
دنی فرناندز (انگلیسی: Dani Fernández؛ زادهٔ ۳۰ آوریل ۱۹۹۷) بازیکن فوتبال اهل اسپانیا است.
از باشگاه‌هایی که در آن بازی کرده‌است می‌توان به باشگاه فوتبال فوئنلابرادا اشاره کرد.